# (9204) Mörike
9204 Morike (1994 PZ1) – planetoida z pasa głównego asteroid okrążająca Słońce w ciągu 3,56 lat w średniej odległości 2,33 j.a. Odkryta 4 sierpnia 1994 roku.